# Teonilla
Teonilla, Teonela – imię żeńskie pochodzenia greckiego, pierwotnie stanowiące zdrobniałą żeńską formę imienia Teonas. Patronką tego imienia jest św. Teonilla (Teonela), zm. w 303 roku.
Teonilla imieniny obchodzi 23 sierpnia.